# Desmond Carrington
Desmond Herbert Carrington (ur. 23 maja 1926 w Bromley, zm. 1 lutego 2017) – brytyjski aktor i dziennikarz radiowy. 
Najbardziej znany z prowadzenia The Music Goes Round - wieczornej audycji radiowej transmitowanej przez program drugi radia BBC. Swoje cotygodniowe show prowadził przez 35 lat między 4 października 1981, a ostatnią emisją 28 października 2016 roku.
Desmond Carrington zmarł w wieku 90 lat z powodu raka i choroby Alzheimera.